# بریز (ویرجینیا)
بریز (به انگلیسی: Berrys) یک منطقهٔ مسکونی در ایالات متحده آمریکا است که در شهرستان کلارک، ویرجینیا واقع شده‌است.